# Rødovre
Rødovre es una localidad danesa, sede del municipio homónimo, en la Región Capital de Dinamarca. La población en 2009 era de 36 228 habitantes.
Es famosa por el edificio de su Ayuntamiento, inaugurado en 1956, diseño del arquitecto Arne Jacobsen.

## Personajes ilustres
- Brigitte Nielsen
- Helle Thorning-Schmidt
- Nikolaj Lie Kaas
- Marc Rieper
- Mike Jensen